# خافيير مورو
خافيير مورو (بالإسبانية: Javier Moro)‏ هو كاتب إسباني، ولد في 11 فبراير 1955 في مدريد في إسبانيا.

## وصلات خارجية
- خافيير مورو على موقع IMDb (الإنجليزية)
- خافيير مورو على موقع قاعدة بيانات الفيلم (الإنجليزية)